# Kalmia
Kalmia es un género  de arbustos perennes que alcanzan 20-250 cm de altura, perteneciente a la familia Ericaceae. Son nativas de Norteamérica y Cuba. Crecen en suelos ácidos con varias especies en ambientes húmedos  (K. angustifolia, K. polifolia) y secos, suelos arenosos (K. ericoides, K. latifolia). Comprende 26 especies descritas y de estas, solo 5 aceptadas.

## Descripción
Las hojas son de 2-13 cm de longitud, simples, lanceoladas y dispuestas en espiral sobre  los tallos. Las flores son de color blanco, rosa o púrpura y se agrupan en corimbos de 10-50, semejantes a las flores de Rhododendron, con un cáliz en estrella de cinco pétalos unidos, cada flor tiene 1-3 cm de diámetro. El fruto es una cápsula con cinco lóbulos y numerosas semillas. 
Especies de Kalmia son el alimento de larvas de algunas especies de Lepidopteras, incluyendo Coleophora kalmiella que come exclusivamente de Kalmia.

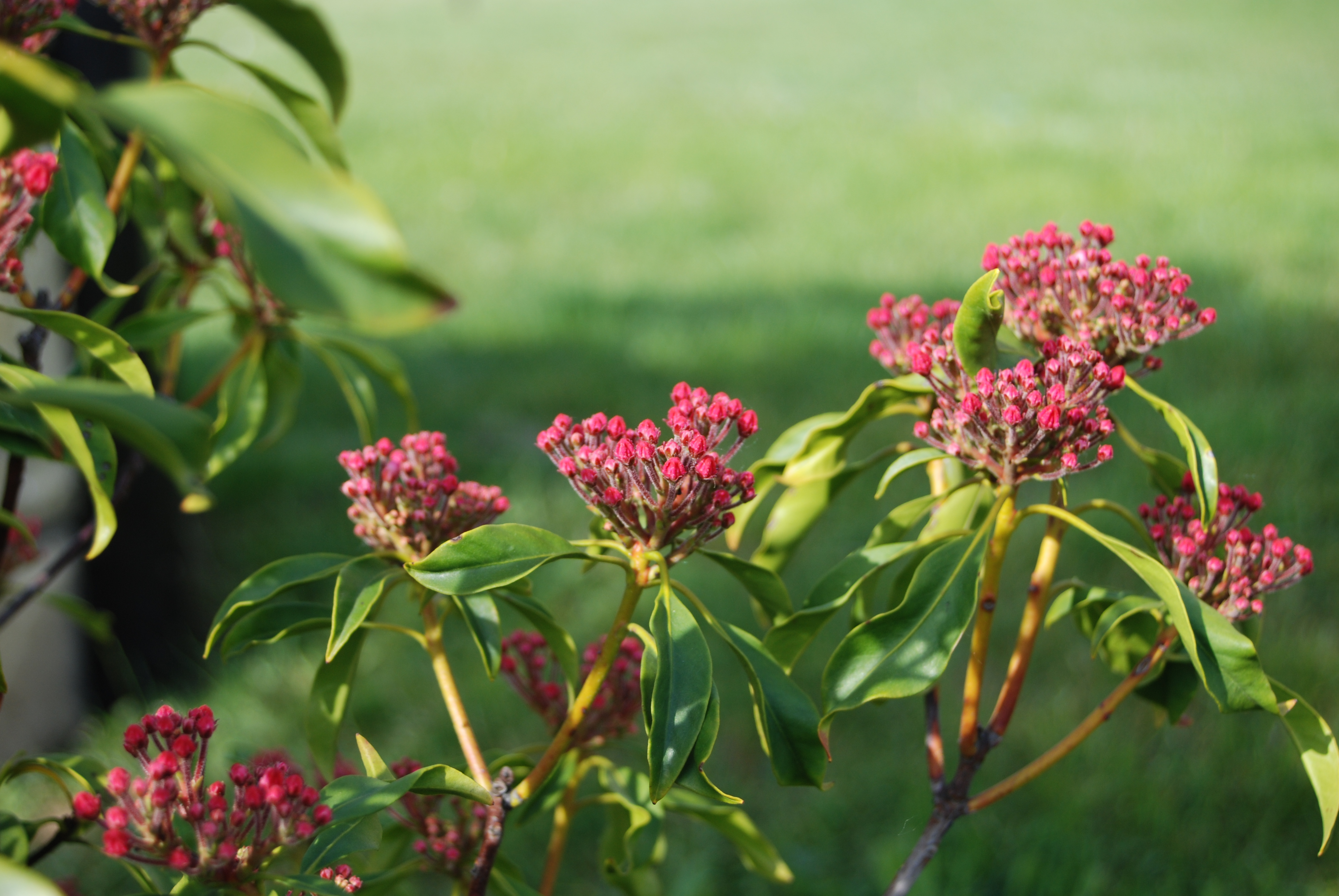
Flores

## Taxonomía
El género fue descrito por Carlos Linneo  y publicado en Species Plantarum 1: 391. 1753.
Etimología
Kalmia: nombre genérico otorgado en honor del botánico sueco Pehr Kalm.

## Especies aceptadas
A continuación se brinda un listado de las especies del género Kalmia aceptadas hasta febrero de 2014, ordenadas alfabéticamente. Para cada una se indica el nombre binomial seguido del autor, abreviado según las convenciones y usos.
- Kalmia angustifolia L.
- Kalmia buxifolia (Bergius) Gift & Kron
- Kalmia ericoides C. Wright ex Griseb.
- Kalmia microphylla (Hook.) A. Heller
- Kalmia procumbens (L.) Gift & Kron ex Galasso, Banfi & F. Conti